# The Romance of an American Duchess
The Romance of an American Duchess er en amerikansk stumfilm fra 1915.

## Medvirkende
- Richard Travers som Duke de Longtour.
- Estelle Scott som Maria.
- Sidney Ainsworth som Marquis Ferdinand.
- Ruth Stonehouse som Stephana Martin.
- Gloria Swanson.